# Marc McDermott

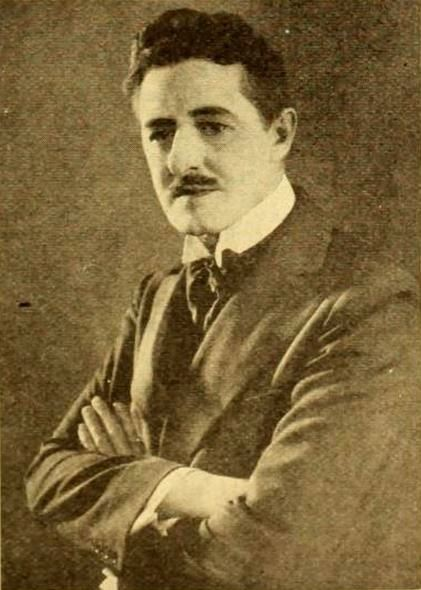

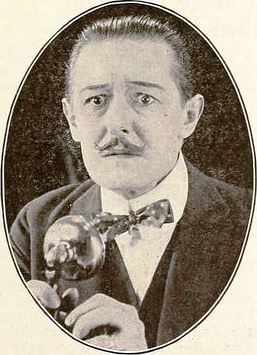
Marc McDermott en The Thirteenth Chair (1919)

Marc McDermott (24 de julio de 1881 – 5 de enero de 1929) fue un actor teatral y cinematográfico de nacionalidad australiana activo en la época del cine mudo. A lo largo de su trayectoria trabajó en los Estados Unidos, país en el que actuó en el circuito de Broadway y rodó más de 180 producciones cinematográficas desde 1909 hasta su muerte.

## Biografía
Nació en Goulburn, Nueva Gales del Sur, Australia, en el seno de una familia de origen irlandés. A los 15 años de edad, mientras estudiaba en el Colegio Jesuita de Sídney, su padre, Patrick, falleció. Para ayudar a su madre y a su hermana, McDermott se sumó a una compañía de actores en Sídney. Al cabo de un año fue descubierto por el ilustre actor teatral George Rignold, que le dio la oportunidad de actuar en algunas de sus representaciones. Más adelante, en Londres, McDermott fue visto por Patrick Campbell, que también le eligió para actuar con ella en diferentes piezas. Después viajó a los Estados Unidos, actuando con ella en el circuito de Broadway en The Second Mrs. Tanqeray. De nuevo en Londres, el agente y productor Charles Frohman quedó impresionado por el trabajo de McDermott, por lo que le contrató para encarnar a Sherlock Holmes, llevándoselo posteriormente a Estados Unidos, actuando en el circuito de Broadway en piezas como The joy of Living (1902), Peer Gynt (1907) o Peggy Machree' (1908 – 1909).
McDermott tuvo su primer contacto con la industria del cine estadounidense cuando fue contratado por Thomas Edison en 1909 para actuar en su studio en el Bronx, reemplazando a Maurice Costello, que se había pasado a Vitagraph. McDermott obtuvo un papel en Les Misérables, actuando con Maurice Costello y William V. Ranous. Ese mismo año participó en el corto Lochinvar, basado en el relato de Sir Walter Scott. Ese film se estrenó antes de Les Misérables, aunque se había rodado después Lochinvar. Al año siguiente, McDermott fue Ebenezer Scrooge en A Christmas Carol. En 1912 actuó junto a Mary Fuller y Charles Stanton Ogle en What Happened to Mary?, el primer serial cinematográfico rodado en Estados Unidos. 
Dos años más tarde, McDermott fue protagonista de The Man Who Disappeared, otro popular serial que también se publicaba en revistas a la vez que se exhibía en la pantalla. En 1916 McDermott había trabajado en más de 140 filmes para Edison, y con frecuencia se le podía ver en revistas cinematográficas como Photoplay y The Moving Picture World. El 20 de abril de ese año, McDermott se casó con la actriz Miriam Nesbitt, que posteriormente actuó con él en películas como The Man Who Disappeared. McDermott dejó más adelante los Edison Studios para formar parte de Vitagraph. En la siguiente década continuó actuando en docenas de películas. Entre sus películas más destacadas figuran Kathleen Mavourneen (1919, con Theda Bara), Lucretia Lombard (1923, con Irene Rich y Norma Shearer), y Flesh and the Devil (1926, con Greta Garbo y John Gilbert). Su último film fue The Whip (1928), de First National Pictures. 
Marc McDermott falleció en 1929, a los 47 años de edad, en Glendale, California, a causa de la cirugía a la que hubo de ser sometido para tratar una cirrosis hepática. Fue enterrado en el Cementerio Forest Lawn Memorial Park de Glendale (California).

## Filmografía

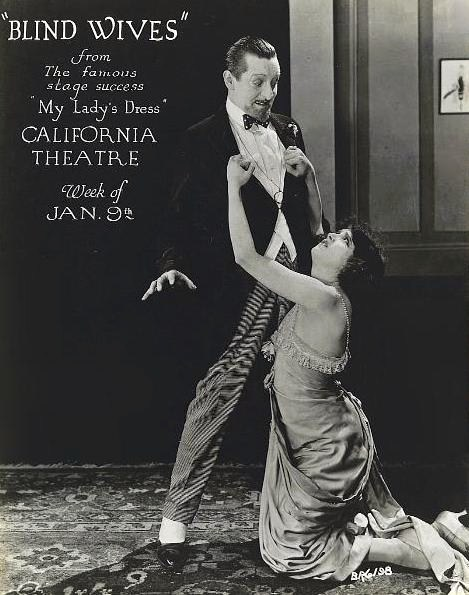
Cartel promocional presentando a Marc McDermott y Estelle Taylor en Blind Wives (1920)

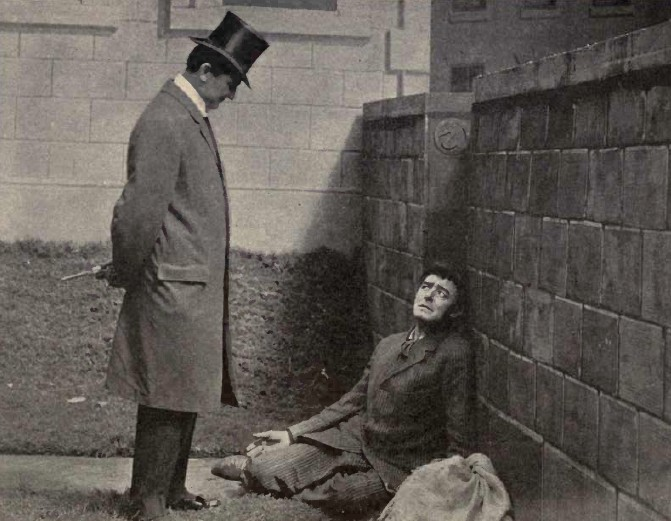
Escena de Van Bibber's Experiment (1911), con Robert Conness y Marc McDermot

### 1909
- Lochinvar, de J. Searle Dawley
- Comedy and Tragedy, de J. Searle Dawley
- Les Misérables
- The House of Cards, de Edwin S. Porter

### 1910
- The Engineer's Romance, de Edwin S. Porter
- Michael Strogoff, de J. Searle Dawley
- The Princess and the Peasant, de J. Searle Dawley
- The Lady and the Burglar, de Bannister Merwin
- The Attack on the Mill, de Edwin S. Porter
- How the Squire Was Captured
- From Tyranny to Liberty, de J. Searle Dawley
- The Stenographer's Friend; Or, What Was Accomplished by an Edison Business Phonograph
- A Christmas Carol, de J. Searle Dawley, Charles Kent y Ashley Miller

### 1911
- In the Days of Chivalry, de J. Searle Dawley
- The Rajah, de J. Searle Dawley
- The Writing on the Blotter
- Monsieur
- The Strike at the Mines, de Edwin S. Porter
- How Spriggins Took Lodgers
- The Twin Towers
- The Two Heroes
- Aida, de Oscar Apfel y J. Searle Dawley
- Madeline's Rebellion, de Edwin S. Porter
- A Sane Fourth of July
- The Cardinal's Edict
- Her Brother's Photograph
- Van Bibber's Experiment, de Ashley Miller
- A Thoroughbred, de J. Searle Dawley
- Trading His Mother
- Sir George and the Heiress
- The Battle of Bunker Hill, de Oscar C. Apfel y J. Searle Dawley
- Two Officers
- The Declaration of Independence, de J. Searle Dawley
- The Three Musketeers: Part 2
- The Death of Nathan Hale
- Foul Play, de Oscar Apfel
- At the Threshold of Life
- An Old Sweetheart of Mine, de Bannister Merwin
- An Island Comedy, de Ashley Miller
- The Girl and the Motor Boat, de Ashley Miller
- Willie Wise and His Motor Boat, de Ashley Miller
- The Ghost's Warning, de Ashley Miller
- The Story of the Indian Ledge, de Ashley Miller
- The Heart of Nichette, de Ashley Miller
- How Sir Andrew Lost His Vote, de Ashley Miller
- Papa's Sweetheart, de Bannister Merwin

### 1912
- Eleanor Cuyler
- Please Remit
- The Little Organist
- The Corsican Brothers, de Oscar Apfel y J. Searle Dawley
- His Daughter, de Bannister Merwin
- The Yarn of the Nancy Belle, de Ashley Miller
- The Heir Apparent, de Oscar Apfel
- The Baby
- Her Face
- A Funeral That Flashed in the Pan, de Ashley Miller
- The Insurgent Senator, de Bannister Merwin
- The Dumb Wooing, de Will Louis
- The Little Woolen Shoe, de Bannister Merwin
- Politics and Love
- Billie
- The Convict's Parole, de Edwin S. Porter
- Their Hero, de Ashley Miller
- The Sunset Gun, de Bannister Merwin
- Martin Chuzzlewit, de Oscar Apfel y James Searle Dawley
- The Angel and the Stranded Troupe, de C.J. Williams
- A Man in the Making, de Ashley Miller
- The Passer-By, de Oscar Apfel
- The Close of the American Revolution
- After Many Days
- Nerves and the Man
- What Happened to Mary, de Charles Brabin
- More Precious Than Gold, de J. Searle Dawley
- When She Was About Sixteen
- A Dangerous Lesson
- Mr. Pickwick's Predicament
- The Boy and the Girl
- The Little Girl Next Door, de J. Searle Dawley[3] o de Ashley Miller[4]
- The Foundling, de Ashley Miller
- The Affair at Raynor's, de Charles J. Brabin
- A Suffragette in Spite of Himself, de Ashley Miller
- A Letter to the Princess, de Ashley Miller
- The New Squire, de Ashley Miller
- Fog, de Ashley Miller
- Lady Clare, de Ashley Miller
- An Old Fashioned Elopement, de C.J. Williams
- A Clue to Her Parentage, de J. Searle Dawley

### 1913
- An Unsullied Shield, de Charles Brabin
- The Maid of Honor, de Charles Brabin
- The Man He Might Have Been, de Ashley Miller
- The Ambassador's Daughter
- The Princess and the Man
- Barry's Breaking In
- Confidence, de Bannister Merwin
- The Minister's Temptation
- The Gauntlets of Washington
- Kathleen Mavourneen, de Charles Brabin
- The Portrait
- The Dean's Daughters
- With the Eyes of the Blind
- The Duke's Dilemma
- The Man Who Wouldn't Marry
- A Splendid Scapegrace
- The Heart of Valeska
- The Prophecy
- A Concerto for the Violin
- While John Bolt Slept
- Mary Stuart
- Who Will Marry Mary?
- The Coast Guard's Sister
- Flood Tide
- Keepers of the Flock
- The Stroke of the Phoebus Eight
- A Daughter of Romany
- The Foreman's Treachery, de Charles Brabin
- The Stolen Plans, de Charles Brabin

### 1914
- The Antique Brooch
- The Necklace of Rameses
- The Man of Destiny
- Sophia's Imaginary Visitors
- All for His Sake
- The Drama of Heyville
- Comedy and Tragedy, de Walter Edwin
- The Man Who Disappeared, de Charles Brabin
- The Black Mask, de Charles Brabin
- The Impersonator, de Charles H. France
- A Question of Hats and Gowns
- A Princess of the Desert
- A Hunted Animal, de Charles Brabin
- When East Met West in Boston
- The Double Cross, de Charles Brabin
- The Light on the Wall, de Charles Brabin
- With His Hands, de Charles Brabin
- The Gap, de Charles Brabin
- The Man in the Street, de Charles Brabin
- The Premature Compromise

### 1915
- An Invitation and an Attack
- Oh! Where Is My Wandering Boy Tonight, de John H. Collins
- The Glory of Clementina, de Ashley Miller
- A Theft in the Dark
- A Deadly Hate
- The Idle Rich, de Charles Ransom
- His Convert
- Her Proper Place
- Sally Castleton, Southerner
- The Man Who Could Not Sleep
- Eugene Aram, de Richard Ridgely
- Shadows from the Past, de Richard J. Ridgely
- Ranson's Folly, de Richard Ridgley
- The Mystery of Room 13, de George Ridgwell
- The Destroying Angel, de Richard Ridgely

### 1916
- The Catspaw
- Whom the Gods Destroy, de James Stuart Blackton, Herbert Brenon, y William P.S. Earle

### 1917
- The Last Sentence
- Intrigue, de John S. Robertson
- The Collie Market
- Babette
- A Spring Idyl
- Builders of Castles
- Satin and Calico
- The Fairy Godfather, de James Stuart Blackton
- The Sixteenth Wife, de Charles Brabin
- Mary Jane's Pa, de Charles Brabin y William P.S. Earle
- An Alabaster Box
- The Diary of a Puppy

### 1918
- The Woman Between Friends
- The Girl of Today
- Buchanan's Wife

### 1919
- The New Moon, de Chester Withey
- Kathleen Mavourneen, de Charles Brabin
- The Thirteenth Chair

### 1920
- Even as Eve, de Chester De Vonde y B.A. Rolfe
- While New York Sleeps, de Charles Brabin
- Blind Wives, de Charles Brabin

### 1921
- Footlights
- Miss 139

### 1922
- The Spanish Jade, de John S. Robertson
- The Lights of New York

### 1923
- The Satin Girl
- Lucretia Lombard, de Jack Conway
- Paraocchi

### 1924
- Three Miles Out
- Dorothy Vernon of Haddon Hall, de Marshall Neilan
- The Sea Hawk
- In Every Woman's Life
- This Woman
- He Who Gets Slapped, de Victor Sjöström

### 1925
- The Lady
- Siege
- The Goose Woman
- Graustark, de Dimitri Buchowetzki

### 1926
- Kiki, de Raoul Walsh
- The Lucky Lady, de Raoul Walsh
- The Love Thief, de John McDermott
- The Temptress, de Fred Niblo y Mauritz Stiller
- La carne e il diavolo

### 1927
- The Taxi Dancer, de Harry F. Millarde
- Resurrection, de Edwin Carewe
- California
- The Road to Romance
- Man, Woman and Sin, de Monta Bell

### 1928
- Under the Black Eagle, de W. S. Van Dyke
- Glorious Betsy, de Alan Crosland
- Yellow Lily, de Alexander Korda
- The Whip, de Charles Brabin